# テリー・マーティン
テリー・マーティン（Terry Martin、1980年10月10日 - ）は、アメリカ合衆国の男性総合格闘家、プロボクサー。イリノイ州シカゴ出身。アイアン・アカデミー所属。元WEC北米ライトヘビー級王者。

## 来歴
2002年9月7日、プロ総合格闘家デビュー。
2005年3月17日、WECに初参戦。
2005年8月20日、UFC初参戦となったUFC 54でジェームス・アーヴィンと対戦し、跳び膝蹴りでKO負けを喫した。
2007年2月3日、UFC 67でホルヘ・リベラと対戦し、パウンドでKO勝ち。ノックアウト・オブ・ザ・ナイトを受賞した。
2008年4月11日、イリノイ州でプロボクシングのデビュー戦を行い、1ラウンドでKO勝ち。
2008年6月14日、Adrenaline MMAの旗揚げ興行で高瀬大樹と対戦。複数回の金的攻撃を受け、高瀬の失格により反則勝ちとなった。
2008年7月19日、Affliction旗揚げ戦「Banned」でビクトー・ベウフォートと対戦し、跳び膝蹴りからの左アッパーでKO負けを喫した。
2008年9月20日、Strikeforce初参戦となったStrikeforce: At The Mansion 2でコリー・デベラと対戦し、左フックでKO勝ちを収めた。
2008年11月21日、Strikeforce: Destructionでスコット・スミスと対戦し、右ストレートでKO負けを喫した。
2009年2月14日、XCFでザック・カミングスと対戦し、1-2の判定負けを喫した。
2010年8月14日、PWPでホルヘ・オルティスと対戦し、2-1の判定勝ちを収めた。

## 戦績

### 総合格闘技
| 総合格闘技 戦績 | 総合格闘技 戦績 | 総合格闘技 戦績 | 総合格闘技 戦績 | 総合格闘技 戦績 | 総合格闘技 戦績 | 総合格闘技 戦績 |
| --------------- | --------------- | --------------- | --------------- | --------------- | --------------- | --------------- |
| 33 試合         | (T)KO           | 一本            | 判定            | その他          | 引き分け        | 無効試合        |
| 22 勝           | 13              | 5               | 3               | 1               | 0               | 0               |
| 11 敗           | 8               | 0               | 3               | 0               | 0               | 0               |

| 勝敗 | 対戦相手               | 試合結果                         | 大会名                                                     | 開催年月日     |
| ×    | マット・ホーウィッチ   | 2R 4:08 TKO（パンチ連打）        | KSW 21: Ultimate Explanation                               | 2012年12月1日  |
| ○    | アレン・ホープ         | 1R 2:13 TKO（打撃）              | MFC 31: Rundown                                            | 2011年10月7日  |
| ×    | ドゥグラス・リマ       | 1R 1:14 TKO（パンチ連打）        | MFC 29: Conquer 【MFCウェルター級タイトルマッチ】          | 2011年4月8日   |
| ○    | ジョシュ・マーティン   | 1R 1:27 TKO（パンチ連打）        | Nemesis Fighting: MMA Global Invasion                      | 2010年12月11日 |
| ○    | ホルヘ・オルティス     | 5分3R終了 判定2-1                | PWP: War on the Mainland                                   | 2010年8月14日  |
| ○    | テッド・ワーシントン   | 5分3R終了 判定3-0                | KOTC: Turbulence 2                                         | 2010年4月24日  |
| ×    | ジュリオ・パウリーノ   | 3R 3:40 KO（パンチ）             | Arena Rumble: Horn vs. Guida                               | 2009年9月12日  |
| ×    | ザック・カミングス     | 5分3R終了 判定0-3                | XCF: Rumble in Racetown 1                                  | 2009年2月14日  |
| ×    | スコット・スミス       | 1R 0:24 KO（右ストレート）       | Strikeforce: Destruction                                   | 2008年11月21日 |
| ○    | コーリー・デベラ       | 3R 2:08 KO（左フック）           | Strikeforce: At The Mansion 2                              | 2008年9月20日  |
| ×    | ビクトー・ベウフォート | 2R 3:12 KO（スタンドパンチ連打） | Affliction: Banned                                         | 2008年7月19日  |
| ○    | 高瀬大樹               | 2R 3:35 反則（ローブロー）       | Adrenaline MMA 1                                           | 2008年6月14日  |
| ×    | マービン・イーストマン | 5分3R終了 判定0-3                | UFC 81: Breaking Point                                     | 2008年2月2日   |
| ×    | クリス・リーベン       | 3R 3:56 KO（左フック）           | UFC Fight Night: Thomas vs. Florian                        | 2007年9月19日  |
| ○    | アイヴァン・サラベリー | 1R 2:04 TKO（パウンド）          | UFC 71: Liddell vs. Jackson                                | 2007年5月26日  |
| ○    | ホルヘ・リベラ         | 1R 0:14 KO（パウンド）           | UFC 67: All or Nothing                                     | 2007年2月3日   |
| ○    | ジェイソン・グイダ     | 3R 0:08 KO（パンチ）             | XFO 13: Operation Beatdown                                 | 2006年11月11日 |
| ○    | キース・ベリー         | 1R 2:52 TKO（パンチ連打）        | WEC 24: Full Force 【WEC北米ライトヘビー級タイトルマッチ】 | 2006年10月12日 |
| ×    | ジェイソン・ランバート | 2R 2:37 TKO（パウンド）          | UFC 59: Reality Check                                      | 2006年4月15日  |
| ○    | トレヴァー・ガレット   | 1R 1:40 TKO（膝蹴り）            | KOTC: Redemption on the River                              | 2006年2月17日  |
| ○    | ロン・フィールズ       | 2R 2:37 フロントチョーク         | KOTC: Raging Bull                                          | 2005年12月16日 |
| ×    | ジェームス・アーヴィン | 2R 0:09 KO（跳び膝蹴り）         | UFC 54: Boiling Point                                      | 2005年8月20日  |
| ○    | ジェリー・スピーゲル   | 2R 1:55 TKO（パンチ連打）        | Combat: Do Fighting Challenge 3                            | 2005年5月14日  |
| ○    | ホーマー・ムーア       | 2R 3:14 ギブアップ（パンチ連打） | WEC 14: Vengeance 【WEC北米ライトヘビー級王座決定戦】      | 2005年3月17日  |
| ○    | ジェリー・スピーゲル   | TKO（パンチ連打）                | Combat: Do Fighting Challenge 2                            | 2005年2月5日   |
| ○    | チェール・ソネン       | 2R終了時 TKO（タオル投入）       | XFO 4: International                                       | 2004年12月3日  |
| ○    | ジェフ・ジャーリック   | 1R フロントチョーク              | Combat: Do Fighting Challenge 1                            | 2004年10月23日 |
| ○    | ウィリアム・ヒル       | 3R 0:19 KO（パンチ）             | XFO 3                                                      | 2004年10月2日  |
| ○    | ウィリアム・ヒル       | 2R 2:57 KO（パンチ連打）         | Ironheart Crown 7: The Crucible                            | 2004年6月5日   |
| ○    | グレッグ・フランクリン | 1R 2:27 V1アームロック           | Extreme Challenge 54                                       | 2003年10月12日 |
| ○    | ロン・フィールズ       | 1R 4:11 チョークスリーパー       | Extreme Challenge 51                                       | 2003年8月2日   |
| ○    | ロブ・スミス           | 判定                             | Silverback Classic 16                                      | 2003年6月28日  |
| ×    | ステファン・ボナー     | 10分1R終了 判定0-3               | Maximum Fighting Challenge                                 | 2002年9月7日   |

### プロボクシング
- 5戦5勝（5KO）

## 獲得タイトル
- 初代WEC北米ライトヘビー級王座（2005年）

## 表彰
- UFC ノックアウト・オブ・ザ・ナイト（1回）